# 霍華·史塔克
霍華·史塔克（英語：Howard Stark）是美國漫威漫畫的漫畫人物，主要作為配角登場於鋼鐵人與美國隊長漫畫。他是史塔克工業的創始人，也是鋼鐵人東尼·史塔克的爸爸。

## 出版歷史
霍華·史塔克是由阿奇·古德溫與唐·赫克所創造。首次出現於《鋼鐵人》 #28 (August 1, 1970).。
霍華·史塔克是一名成就輝煌的科學家，也是個無情的商人。霍華·史塔克從小跟著他的父親一起工作，後來創辦史塔克工業。他是個機械神童，不斷創造新技術和尋找各種改善方法。他設計及建造的武器裝備和已經徹底改變了世界工業設備，像是神盾局及其盟友使用的各種技術。霍華與妻子瑪麗亞·史塔克有一個孩子東尼·史塔克，但霍華與東尼的關係是個難題，他很少對東尼表達關心。霍華有嚴重酗酒的問題，而東尼也遺傳到了這點。漫畫中，霍華和他的妻子於車禍事故過世，但這是由於競爭對手刻意安排剎車失靈所致。霍華的死激發了東尼認真於商業和科技而成為鋼鐵人。

## 人物經歷
霍華·安東尼·華特·史塔克出生於美國紐約，他從小就是一位對科學十分狂熱且極具天賦的發明家，長大後成為了一位傑出的科學家。他和他的父親參與了各種項目，霍華後來成立了史塔克工業。在他年輕的時候，霍華參與了第一次世界大戰和第二次世界大戰時期的各種政府項目，例如在第一次世界大戰時期完成並造就了美國隊長的“超級士兵計畫”及第二次世界大戰時期的“曼哈頓計劃”和一個名為軍火庫的機器人，軍火庫被藏在他的豪宅的地下室裡。在1950年代，霍華是秘密組織神盾局旗下的特工，並曾經與驚奇先生一同合作。
霍華與一位名叫瑪麗亞·柯林斯·卡波涅耳的女子結婚並生了一個兒子，名叫東尼·史塔克。他不斷激勵東尼，告訴他必須有“鋼鐵的骨幹”才能獲得成功。然而，在他英勇的外表背後，他是一個與兒子關係緊張的酗酒者。霍華十分投入於機器，但他似乎對他的兒子幾乎沒有興趣。由於他作為商人的權力，霍華獲得了地獄火俱樂部的會員資格，但他似乎對俱樂部的奢華派對不感興趣。據信霍華也是V-Battalion的成員。他被紅骷髏密切鎖定，據傳已經遇到過觀察者奧圖。霍華還阻止了鐵霸王控制史塔克工業。
霍華和瑪麗亞在一次車禍中喪生。有人暗示這起事件不是隨機的，可能由V-Battalion安排，但這一點從未得到證實。早先的跡象表明，這次事故是由共和石油引起的，但這也是未經證實的。他們的兒子東尼接著經營著他父親的公司，並以母親的名義開辦了一家慈善機構，後來東尼成為了超級英雄「鋼鐵人」。
在2014年的《源生之罪》故事情節中，霍華首次會見尼克·福瑞並決定向福瑞展示為保衛地球所要做的工作，消除對地球的任何潛在威脅。福瑞接受了工作並且在接下來的幾年中暗中打擊從外星人到地下怪物和超維生物等各種威脅。

## 其他媒體

### 電影與電視
- 漫威電影宇宙：不同時期的霍華·史塔克由不同演員飾演，出現於各電影或影集。
  - 《鋼鐵人》（2008年），由杰拉德·桑德斯（Gerard Sanders）飾演。出現於報紙上。由於是漫威电影宇宙首部電影，對未來仍無考量，因此非固定班底。
  - 《鋼鐵人2》（2010年），由约翰·斯莱特利飾演中年時期。 出現於生前錄製給成年後東尼看的影像中。
  - 《美國隊長：復仇者先鋒》（2011年），由多明尼克·庫柏飾演青年時期，配角。
  - 《美國隊長2：酷寒戰士》（2014年），由多明尼克·庫柏飾演青年時期，以照片的形式客串。
  - 《卡特探員》第一季（2015年），由多明尼克·庫柏飾演青年時期，主要角色。
  - 《蟻人》（2015年），由约翰·斯莱特利飾演老年時期，出現於片頭部分，1989年，因試圖瞞着漢克·皮姆大量生產「皮姆粒子」，使其不歡而散辭職離開神盾局。
  - 《卡特探員》第二季（2016年），由多明尼克·庫柏飾演，主要角色。
  - 《美國隊長3：英雄內戰》（2016年），由约翰·斯莱特利飾演老年時期，揭示其伉儷於1991年12月16日死於車禍意外，實質遭酷寒戰士暗殺。
  - 《復仇者聯盟4：終局之戰》（2019年），由约翰·斯莱特利飾演中年時期，於東尼穿越時空時出現，並跟東尼閒談了一會。
  - 《無限可能：假如…？》（2021-2023年）：動畫劇集，由多明尼克·庫柏和约翰·斯莱特利配音演出。

## 腳註
1. ↑  S.H.I.E.L.D., vol. 2 #1
2. 1 2  Goodwin, Archie (藝術家), Heck, Don (鉛筆師), Craig, Johnny (著墨師). The Controller Lives! 《Iron Man》, 第28期 (August 1970).
3. ↑  . Marvel Comics.   [August 17, 2014]. （原始内容存档于2017-07-05）.
4. ↑  Hickman, Jonathan. . New York City: Marvel Comics. June 1, 2011.

## 外部連結
- 互联网电影数据库上霍華·史塔克的资料
- 漫画书数据库：Howard Stark
- Howard Stark (Marvel Database) （页面存档备份，存于）